# Turnera amapaensis
Turnera amapaensis är en passionsblomsväxtart som beskrevs av Richard Sumner Cowan. Turnera amapaensis ingår i släktet Turnera och familjen passionsblomsväxter. Inga underarter finns listade i Catalogue of Life.